# John Patterson (Politiker)
John Patterson (* 10. Februar 1771 in Little Britain, Lancaster County, Province of Pennsylvania; † 7. Februar 1848 in St. Clairsville, Ohio) war ein US-amerikanischer Politiker. Zwischen 1823 und 1825 vertrat er den Bundesstaat Ohio im US-Repräsentantenhaus.

## Werdegang
John Patterson war ein Halbbruder des Kongressabgeordneten Thomas Patterson (1764–1856) aus Pennsylvania. Zwischen 1823 und 1825 saßen beide Brüder gemeinsam im Repräsentantenhaus. John Patterson wurde in dem Weiler Little Britain geboren. Im Jahr 1778 zog er mit seinen Eltern nach Pattersons Mills im Washington County, wo er die öffentlichen Schulen besuchte. Später zog er nach St. Clairsville in Ohio, wo er im Handel arbeitete. In den Jahren 1807 und 1808 war er der erste Bürgermeister seiner neuen Heimatstadt. Politisch wurde er Mitglied der Demokratisch-Republikanischen Partei. Ebenfalls in den Jahren 1807 und 1808 saß er als Abgeordneter im Repräsentantenhaus von Ohio; zwischen 1815 und 1818 gehörte er dem Staatssenat an. Zwischen 1810 und 1815 war er beisitzender Richter am Berufungsgericht im Belmont County. Bei den Präsidentschaftswahlen des Jahres 1816 war er Wahlmann für James Monroe. In den 1820er Jahren schloss er sich der Bewegung gegen den späteren Präsidenten Andrew Jackson an. Dabei unterstützte er John Quincy Adams und Henry Clay.
Bei den Kongresswahlen des Jahres 1822 wurde Patterson im damals neu eingerichteten zehnten Wahlbezirk von Ohio in das US-Repräsentantenhaus in Washington, D.C. gewählt, wo er am 4. März 1823 sein neues Mandat antrat. Bis zum 3. März 1825 konnte er eine Legislaturperiode im Kongress absolvieren. Nach dem Ende seiner Zeit im US-Repräsentantenhaus arbeitete Patterson im Eisenwarengeschäft und in der Landwirtschaft. Er starb am 7. Februar 1848 in St. Clairsville, wo er auch beigesetzt wurde.